# Pteleopsis apetala
Pteleopsis apetala är en tvåhjärtbladig växtart som beskrevs av K. Vollesen. Pteleopsis apetala ingår i släktet Pteleopsis och familjen Combretaceae. Inga underarter finns listade i Catalogue of Life.